# Sowi Spław
Sowi Spław (do 1945 r. niem. Eulenfloss) – potok górski w Sudetach Środkowych, w Górach Sowich, w woj. dolnośląskim.
Górski potok o długości ok. 3,9 km prawy dopływ Walimki, należący do dorzecza Odry i zlewiska Morza Bałtyckiego.
Źródła potoku tworzą liczne drobne cieki i potoczki położone w obszarze źródliskowym na wysokości 910–940 m n.p.m., w przerzedzonym pod koniec XX wieku klęską ekologiczną lesie świerkowym regla dolnego, na wschodnio-północnym Zboczu Wielkiej Sowy, w zachodnio-północnej części Gór Sowich, na obszarze Parku Krajobrazowym Gór Sowich. Część źródeł ma charakter okresowych wykapów i cieków. W górnym biegu potok płynie w kierunku północno-zachodnim mało wciętą szeroką zalesioną doliną. Niżej potoczki łączą się w jeden potok, który przekraczając Średnią Drogę, na wysokości 780 m n.p.m. wpływa w stromą pogłębiającą się dolinę w kształcie głęboko wciętego kotła o stromych zalesionych zboczach pociętych drogami leśnymi. Na wysokości około 660 m przyjmuje z lewej strony jedyny dopływ Gontowy Spław. Niżej potok płynie już łagodniej, na poziomie 620 i 580 m n.p.m. potok przecina serpentyny drogi nr 383 z Pieszyc do Walimia. Po pierwszym przecięciu drogi w okolicy osiedla Walimia „Mirostów” opuszcza granice Parku Krajobrazowego Gór Sowich i dalej wzdłuż drogi pośród zabudowań płynie w kierunku centrum Walimia do ujścia, gdzie na poziomie ok. 490 m n.p.m. uchodzi do Walimki. Zasadniczy kierunek biegu potoku jest północno-zachodni. Jest to potok górski odwadniający niewielki fragment północnej części Gór Sowich. Koryto potoku kamienisto-żwirowe. Potok w większości swojego biegu płynie niezabudowanym terenem. W większości swojego biegu potok jest nieuregulowany, o wartkim prądzie wody.
W dolinie Sowiego Spławu w przeszłości znajdowało się kilka sztolni, z których wydobywano srebro.
Dopływy
- Gontowy Spław-lewy

Miejscowości, przez które przepływa
- Walim